# Oligomyrmex viehmeyeri
Oligomyrmex viehmeyeri är en myrart som beskrevs av Mann 1919. Oligomyrmex viehmeyeri ingår i släktet Oligomyrmex och familjen myror. Inga underarter finns listade i Catalogue of Life.